# Eugène Cremmer
Eugène Cremmer, né le 7 février 1942 à Paris et mort dans la même ville le 30 octobre 2019, est un physicien français. Il est directeur de recherche à l'École normale supérieure. En 1978, avec Bernard Julia et Joël Scherk, il a développé une théorie de supergravité à 11 dimensions et a proposé un mécanisme de compactification spontané dans la théorie quantique des champs.